# Rick Leach
Rick Leach (Arcadia, 28 dicembre 1964) è un ex tennista statunitense.
Ha ottenuto grande successo come doppista, raggiungendo il 1º posto del ranking ATP e conquistando 5 tornei del Grande Slam e un totale di 46 titoli in doppio maschile e 4 tornei Slam in doppio misto.

## Carriera
Leach è stato uno specialista nel doppio, ha vinto cinque titoli del Grande Slam nel doppio maschile, 3 agli Australian Open, uno a Wimbledon e uno agli US Open mentre ha raggiunto per altre sette volte la finale venendo però sconfitto. Ha guadagnato la prima posizione nella classifica del doppio maschile nel marzo del 1990.

Ha ottenuto delle importanti vittorie anche nel doppio misto con due trionfi agli Australian Open, uno a Wimbledon e uno agli US Open mentre ha raggiunto la finale altre cinque volte venendo però sconfitto.

Ha fatto parte della squadra statunitense che ha vinto la Coppa Davis nel 1990. In questo torneo ha vinto in coppia con Jim Pugh tutti i match a cui hanno partecipato compresa la sfida in finale contro gli australiani Pat Cash e John Fitzgerald.

Suo fratello, Jon Leach, è sposato con la tennista Lindsay Davenport.

## Statistiche

### Doppio

#### Vittorie (46)
| Legenda                     |
| Grande Slam (5)             |
| Tennis Masters Cup (3)      |
| ATP Masters Series (4)      |
| ATP Championship Series (8) |
| ATP Tour (26)               |

| Titoli per superficie |
| Cemento (28)          |
| Terra rossa (6)       |
| Erba (4)              |
| Sintetico (8)         |

| N°  | Data              | Torneo                                               | Superficie  | Compagno           | Avversari in finale                       | Punteggio                 |
| 1.  | 20 luglio 1987    | Mercedes Cup, Stoccarda                              | Terra rossa | Tim Pawsat         | Mikael Pernfors Magnus Tideman            | 6–3, 6–4                  |
| 2.  | 12 ottobre 1987   | Tennis Channel Open, Scottsdale                      | Cemento     | Jim Pugh           | Dan Goldie Mel Purcell                    | 6–3, 6–2                  |
| 3.  | 4 gennaio 1988    | Wellington Classic, Wellington                       | Cemento     | Dan Goldie         | Broderick Dyke Glenn Michibata            | 6–2, 6–3                  |
| 4.  | 25 gennaio 1988   | Australian Open, Melbourne                           | Cemento     | Jim Pugh           | Jeremy Bates Peter Lundgren               | 6–3, 6–2, 6–3             |
| 5.  | 9 maggio 1988     | BMW Open, Monaco                                     | Terra rossa | Jim Pugh           | Alberto Mancini Christian Miniussi        | 7–6, 6–1                  |
| 6.  | 25 luglio 1988    | Legg Mason Tennis Classic, Washington                | Cemento     | Jim Pugh           | Jorge Lozano Todd Witsken                 | 6–3, 6–7, 6–2             |
| 7.  | 8 agosto 1988     | RCA Championships, Indianapolis                      | Cemento     | Jim Pugh           | Ken Flach Robert Seguso                   | 6–4, 6–3                  |
| 8.  | 22 agosto 1988    | Cincinnati Masters, Cincinnati                       | Cemento     | Jim Pugh           | Jim Grabb Patrick McEnroe                 | 6–2, 6–4                  |
| 9.  | 21 novembre 1988  | Detroit Open, Detroit                                | Sintetico   | Jim Pugh           | Ken Flach Robert Seguso                   | 6–4, 6–1                  |
| 10. | 11 dicembre 1988  | Tennis Masters Cup, Londra                           | Sintetico   | Jim Pugh           | Emilio Sánchez Sergio Casal               | 6–4, 6–3, 2–6, 6–0        |
| 11. | 30 gennaio 1989   | Australian Open, Melbourne                           | Cemento     | Jim Pugh           | Darren Cahill Mark Kratzmann              | 6–4, 6–4, 6–4             |
| 12. | 13 marzo 1989     | Tennis Channel Open, Scottsdale                      | Cemento     | Jim Pugh           | Paul Annacone Christo van Rensburg        | 6–7, 6–3, 6–2, 2–6, 6–4   |
| 13. | 1º maggio 1989    | ATP Singapore, Singapore                             | Cemento     | Jim Pugh           | Paul Chamberlin Paul Wekesa               | 6–3, 6–4                  |
| 14. | 8 maggio 1989     | WCT Tournament of Champions, Forest Hills (New York) | Terra rossa | Jim Pugh           | Jim Courier Pete Sampras                  | 6–4, 6–2                  |
| 15. | 27 novembre 1989  | ATP Itaparica, Itaparica                             | Cemento     | Jim Pugh           | Jorge Lozano Todd Witsken                 | 6–2, 7–6                  |
| 16. | 26 febbraio 1990  | U.S. Pro Indoor, Filadelfia                          | Sintetico   | Jim Pugh           | Grant Connell Glenn Michibata             | 3–6, 6–4, 6–2             |
| 17. | 26 marzo 1990     | Miami Masters, Miami                                 | Cemento     | Jim Pugh           | Boris Becker Cássio Motta                 | 6–4, 3–6, 6–3             |
| 18. | 9 luglio 1990     | Wimbledon, Londra                                    | Erba        | Jim Pugh           | Pieter Aldrich Danie Visser               | 7–6, 7–6, 7–6             |
| 19. | 18 febbraio 1991  | U.S. Pro Indoor, Filadelfia                          | Sintetico   | Jim Pugh           | Udo Riglewski Michael Stich               | 6–4, 6–4                  |
| 20. | 13 maggio 1991    | U.S. Men's Clay Court Championships, Charlotte       | Terra rossa | Jim Pugh           | Bret Garnett Greg Van Emburgh             | 6–3, 2–6, 6–3             |
| 21. | 13 aprile 1992    | Japan Open Tennis Championships, Tokyo               | Cemento     | Kelly Jones        | John Fitzgerald Anders Järryd             | 0–6, 7–5, 6–3             |
| 22. | 24 agosto 1992    | ATP Volvo International, New Haven                   | Cemento     | Kelly Jones        | Patrick McEnroe Jared Palmer              | 7–6, 6–7, 6–2             |
| 23. | 12 aprile 1993    | Japan Open Tennis Championships, Tokyo               | Cemento     | Ken Flach          | Glenn Michibata David Pate                | 2–6, 6–3, 6–4             |
| 24. | 21 giugno 1993    | Nottingham Open, Manchester                          | Erba        | Ken Flach          | Stefan Kruger Glenn Michibata             | 6–4, 6–1                  |
| 25. | 26 luglio 1993    | Legg Mason Tennis Classic, Washington                | Cemento     | Byron Black        | Grant Connell Patrick Galbraith           | 6–4, 7–5                  |
| 26. | 13 settembre 1993 | US Open, New York                                    | Cemento     | Ken Flach          | Martin Damm Karel Nováček                 | 6–7, 6–4, 6–2             |
| 27. | 7 febbraio 1994   | SAP Open, San Jose                                   | Cemento (i) | Jared Palmer       | Byron Black Jonathan Stark                | 4–6, 6–4, 6–4             |
| 28. | 20 giugno 1994    | Nottingham Open, Manchester                          | Erba        | Danie Visser       | Scott Davis Trevor Kronemann              | 6–4, 4–6, 7–6             |
| 29. | 21 agosto 1995    | ATP Volvo International, New Haven                   | Cemento     | Scott Melville     | Leander Paes Nicolás Pereira              | 7–6, 6–4                  |
| 30. | 15 gennaio 1996   | ATP Jakarta, Giacarta                                | Cemento     | Scott Melville     | Kent Kinnear Dave Randall                 | 6–1, 2–6, 6–1             |
| 31. | 11 marzo 1996     | Tennis Channel Open, Scottsdale                      | Cemento     | Patrick Galbraith  | Richey Reneberg Brett Steven              | 5–7, 7–5, 7–5             |
| 32. | 29 aprile 1996    | Seoul Open, Seul                                     | Cemento     | Jonathan Stark     | Kent Kinnear Kevin Ullyett                | 6–4, 6–4                  |
| 33. | 11 novembre 1996  | Kremlin Cup, Mosca                                   | Sintetico   | Andrej Ol'chovskij | Jiří Novák David Rikl                     | 4–6, 6–1, 6–2             |
| 34. | 23 novembre 1997  | Tennis Masters Cup, Hartford                         | Sintetico   | Jonathan Stark     | Mahesh Bhupathi Leander Paes              | 6–3, 6–4, 7–6             |
| 35. | 30 marzo 1998     | Miami Masters, Miami                                 | Cemento     | Ellis Ferreira     | Alex O'Brien Jonathan Stark               | 6–2, 6–4                  |
| 36. | 15 giugno 1998    | Halle Open, Halle                                    | Erba        | Ellis Ferreira     | John-Laffnie de Jager Marc-Kevin Goellner | 4–6, 6–4, 7–6             |
| 37. | 17 maggio 1999    | Rome Masters, Roma                                   | Terra rossa | Ellis Ferreira     | David Adams John-Laffnie de Jager         | 6–7, 6–1, 6–2             |
| 38. | 17 gennaio 2000   | Heineken Open, Auckland                              | Cemento     | Ellis Ferreira     | Olivier Delaître Jeff Tarango             | 7–5, 6–4                  |
| 39. | 31 gennaio 2000   | Australian Open, Melbourne                           | Cemento     | Ellis Ferreira     | Wayne Black Andrew Kratzmann              | 6–4, 3–6, 6–3, 3–6, 18–16 |
| 40. | 17 aprile 2000    | Verizon Tennis Challenge, Atlanta                    | Terra verde | Ellis Ferreira     | Justin Gimelstob Mark Knowles             | 6–3, 6–4                  |
| 41. | 8 ottobre 2001    | AIG Japan Open Tennis Championships, Tokyo           | Cemento     | David Macpherson   | Paul Hanley Nathan Healey                 | 1–6, 7–6, 7–6             |
| 42. | 29 ottobre 2001   | Swiss Indoors, Basilea                               | Sintetico   | Ellis Ferreira     | Mahesh Bhupathi Leander Paes              | 7–6, 6–4                  |
| 43. | 5 novembre 2001   | Paris Masters, Parigi                                | Sintetico   | Ellis Ferreira     | Mahesh Bhupathi Leander Paes              | 3–6, 6–4, 6–3             |
| 44. | 2 febbraio 2002   | Tennis Masters Cup, Bangalore                        | Cemento     | Ellis Ferreira     | Petr Pála Pavel Vízner                    | 6(6)–7, 7–6(2), 6–4, 6–4  |
| 45. | 8 marzo 2004      | Tennis Channel Open, Scottsdale                      | Cemento     | Brian MacPhie      | Jeff Coetzee Chris Haggard                | 6–3, 6–1                  |
| 46. | 1º agosto 2005    | Countrywide Classic, Los Angeles                     | Cemento     | Brian MacPhie      | Jonathan Erlich Andy Ram                  | 6–3, 6–4                  |

#### Finali perse (36)
| N°  | Data              | Torneo                                       | Superficie  | Compagno         | Avversari in finale                | Punteggio          |
| 1.  | 15 giugno 1987    | Queen's Club Championships, Londra           | Erba        | Tim Pawsat       | Guy Forget Yannick Noah            | 6–4, 6–4           |
| 2.  | 2 maggio 1988     | Hamburg Masters, Amburgo                     | Terra rossa | Jim Pugh         | Darren Cahill Laurie Warder        | 6–4, 6–4           |
| 3.  | 12 settembre 1988 | US Open, New York                            | Cemento     | Jim Pugh         | Sergio Casal Emilio Sánchez        | W/O                |
| 4.  | 10 ottobre 1988   | Tennis Channel Open, Scottsdale              | Cemento     | Jim Pugh         | Scott Davis Tim Wilkison           | 6–4, 7–6           |
| 5.  | 27 febbraio 1989  | U.S. Pro Indoor, Filadelfia                  | Sintetico   | Jim Pugh         | Paul Annacone Christo van Rensburg | 6–3, 7–5           |
| 6.  | 10 luglio 1989    | Wimbledon, Londra                            | Erba        | Jim Pugh         | John Fitzgerald Anders Järryd      | 3–6, 7–6, 6–4, 7–6 |
| 7.  | 13 novembre 1989  | Stockholm Open, Stoccolma                    | Sintetico   | Jim Pugh         | Jorge Lozano Todd Witsken          | 6–3, 5–7, 6–3      |
| 8.  | 12 novembre 1990  | Wembley Championship, Wembley                | Sintetico   | Jim Pugh         | Jim Grabb Patrick McEnroe          | 7–6, 4–6, 6–3      |
| 9.  | 10 giugno 1991    | Open di Francia, Parigi                      | Terra rossa | Jim Pugh         | John Fitzgerald Anders Järryd      | 6–0, 7–6           |
| 10. | 4 novembre 1991   | Paris Masters, Parigi                        | Sintetico   | Kelly Jones      | John Fitzgerald Anders Järryd      | 3–6, 6–3, 6–2      |
| 11. | 27 gennaio 1992   | Australian Open, Melbourne                   | Cemento     | Kelly Jones      | Todd Woodbridge Mark Woodforde     | 6–4, 6–3, 6–4      |
| 12. | 14 settembre 1992 | US Open, New York                            | Cemento     | Kelly Jones      | Jim Grabb Richey Reneberg          | 3–6, 7–6, 6–3, 6–3 |
| 13. | 23 agosto 1993    | RCA Championships, Indianapolis              | Cemento     | Ken Flach        | Scott Davis Todd Martin            | 6–4, 6–4           |
| 14. | 10 luglio 1995    | Wimbledon, Londra                            | Erba        | Scott Melville   | Todd Woodbridge Mark Woodforde     | 7–5, 7–6, 7–6      |
| 15. | 28 agosto 1995    | Pilot Pen Tennis, Long Island                | Cemento     | Scott Melville   | Cyril Suk Daniel Vacek             | 5–7, 7–6, 7–6      |
| 16. | 22 aprile 1996    | Japan Open Tennis Championships, Tokyo       | Cemento     | Mark Knowles     | Todd Woodbridge Mark Woodforde     | 6–2, 6–3           |
| 17. | 13 gennaio 1997   | Heineken Open, Auckland                      | Cemento     | Jonathan Stark   | Ellis Ferreira Patrick Galbraith   | 6–4, 4–6, 7–6      |
| 18. | 24 febbraio 1997  | RMK Championships, Memphis                   | Cemento (i) | Jonathan Stark   | Ellis Ferreira Patrick Galbraith   | 6–3, 3–6, 6–1      |
| 19. | 10 marzo 1997     | Tennis Channel Open, Scottsdale              | Cemento     | Jonas Björkman   | Luis Lobo Javier Sánchez           | 6–3, 6–3           |
| 20. | 28 luglio 1997    | Countrywide Classic, Los Angeles             | Cemento     | Mahesh Bhupathi  | Sébastien Lareau Alex O'Brien      | 7–6, 6–4           |
| 21. | 13 ottobre 1997   | ATP Singapore, Singapore                     | Sintetico   | Jonathan Stark   | Mahesh Bhupathi Leander Paes       | 6–4, 6–4           |
| 22. | 27 ottobre 1997   | Madrid Masters, Stoccarda                    | Sintetico   | Jonathan Stark   | Todd Woodbridge Mark Woodforde     | 6–3, 6–3           |
| 23. | 3 novembre 1997   | Paris Masters, Parigi                        | Sintetico   | Jonathan Stark   | Jacco Eltingh Paul Haarhuis        | 6–2, 7–6           |
| 24. | 12 gennaio 1998   | ATP Adelaide, Adelaide                       | Cemento     | Ellis Ferreira   | Joshua Eagle Andrew Florent        | 6–4, 6–7, 6–3      |
| 25. | 20 aprile 1998    | Open Seat, Barcellona                        | Terra rossa | Ellis Ferreira   | Jacco Eltingh Paul Haarhuis        | 7–5, 6–0           |
| 26. | 18 maggio 1998    | Rome Masters, Roma                           | Terra rossa | Ellis Ferreira   | Mahesh Bhupathi Leander Paes       | 6–4, 4–6, 7–6      |
| 27. | 10 agosto 1998    | Canada Masters, Toronto                      | Cemento     | Ellis Ferreira   | Martin Damm Jim Grabb              | 6–7, 6–2, 7–6      |
| 28. | 15 marzo 1999     | Indian Wells Masters, Indian Wells           | Cemento     | Ellis Ferreira   | Wayne Black Sandon Stolle          | 7–6, 6–3           |
| 29. | 26 giugno 2000    | Nottingham Open, Nottingham                  | Erba        | Ellis Ferreira   | Donald Johnson Piet Norval         | 1–6, 6–4, 6–3      |
| 30. | 14 agosto 2000    | Cincinnati Masters, Cincinnati               | Cemento     | Ellis Ferreira   | Todd Woodbridge Mark Woodforde     | 7–6, 6–4           |
| 31. | 11 settembre 2000 | US Open, New York                            | Cemento     | Ellis Ferreira   | Lleyton Hewitt Maks Mirny          | 6–4, 5–7, 7–6      |
| 32. | 30 aprile 2001    | Verizon Tennis Challenge, Atlanta            | Terra verde | David Macpherson | Mahesh Bhupathi Leander Paes       | 6–3, 7–6           |
| 33. | 16 febbraio 2004  | SAP Open, San Jose                           | Cemento (i) | Brian MacPhie    | James Blake Mardy Fish             | 6–2, 7–5           |
| 34. | 19 aprile 2004    | U.S. Men's Clay Court Championships, Houston | Terra rossa | Brian MacPhie    | James Blake Mardy Fish             | 6–3, 6–4           |
| 35. | 21 giugno 2004    | Nottingham Open, Nottingham                  | Erba        | Brian MacPhie    | Paul Hanley Todd Woodbridge        | 6–4, 6–3           |
| 36. | 4 ottobre 2004    | Kingfisher Airlines Tennis Open, Shanghai    | Cemento     | Brian MacPhie    | Jared Palmer Pavel Vízner          | 4–6, 7–6, 7–6      |

### Doppio misto

#### Vittorie (4)
| N° | Anno | Torneo              | Superficie | Compagno        | Avversari in finale                  | Punteggio     |
| 1  | 1990 | Wimbledon           | Erba       | Zina Garrison   | John Fitzgerald Elizabeth Smylie     | 7–5, 6–2      |
| 2  | 1995 | Australian Open     | Cemento    | Nataša Zvereva  | Gigi Fernández Cyril Suk             | 7–6, 6–7, 6–4 |
| 3  | 1997 | Australian Open (2) | Cemento    | Manon Bollegraf | John-Laffnie de Jager Larisa Neiland | 6–3, 6–7, 7–5 |
| 4  | 1997 | US Open             | Cemento    | Manon Bollegraf | Mercedes Paz Pablo Albano            | 3–6, 7–5, 6–3 |

#### Finali Perse (5)
| N° | Anno | Torneo              | Superficie  | Compagno         | Avversari in finale                     | Punteggio     |
| 1  | 1990 | Australian Open     | Cemento     | Zina Garrison    | Jim Pugh Nataša Zvereva                 | 4–6, 6–2, 6–3 |
| 2  | 1989 | US Open             | Cemento     | Meredith McGrath | Shelby Cannon Robin White               | 3–6, 6–2, 7–5 |
| 3  | 1993 | Australian Open (2) | Cemento     | Zina Garrison    | Todd Woodbridge Arantxa Sánchez Vicario | 7–5, 6–4      |
| 4  | 1996 | US Open (2)         | Cemento     | Manon Bollegraf  | Patrick Galbraith Lisa Raymond          | 7–6, 7–6      |
| 5  | 1999 | Open di Francia     | Terra rossa | Larisa Neiland   | Piet Norval Katarina Srebotnik          | 6–3, 3–6, 6–3 |

## Risultati in progressione

### Doppio
| Sigla | Risultato                        |
| ----- | -------------------------------- |
| V     | Vincitore                        |
| F     | Finalista                        |
| SF    | Semifinalista                    |
| QF    | Quarti di Finale                 |
| 4T    | Quarto turno                     |
| 3T    | Terzo turno                      |
| 2T    | Secondo turno                    |
| 1T    | Primo turno                      |
| RR    | Round Robin (World Finals)       |
| LQ    | Turno di Qualifica (Grande Slam) |
| A     | Assente                          |

| Legenda superfici    |
| Cemento              |
| Terra rossa          |
| Erba                 |
| Superficie variabile |

| Torneo                                          | Torneo                                          | 1982                      | 1983                      | 1984                      | 1985                      | 1986                      | 1987                      | 1988                      | 1989                      | 1990  | 1991  | 1992  | 1993  | 1994  | 1995  | 1996  | 1997  | 1998  | 1999  | 2000  | 2001  | 2002  | 2003  | 2004  | 2005  | 2006  | Titoli | V-S    |
| Grande Slam                                     |                                                 |                           |                           |                           |                           |                           |                           |                           |                           |       |       |       |       |       |       |       |       |       |       |       |       |       |       |       |       |       |        |        |
| Australian Open, Melbourne                      | Australian Open, Melbourne                      | A                         | A                         | A                         | A                         | ND                        | A                         | V                         | V                         | SF    | 3T    | F     | 2T    | QF    | QF    | QF    | SF    | QF    | SF    | V     | A     | QF    | A     | 2T    | 2T    | A     | 3 / 16 | 55–13  |
| Roland Garros, Parigi                           | Roland Garros, Parigi                           | A                         | A                         | A                         | A                         | A                         | A                         | QF                        | 1T                        | 3T    | F     | 1T    | 2T    | 1T    | 3T    | QF    | QF    | 1T    | QF    | 1T    | 3T    | 2T    | 2T    | 2T    | 1T    | A     | 0 / 18 | 27–18  |
| Wimbledon, Londra                               | Wimbledon, Londra                               | A                         | A                         | A                         | A                         | 1T                        | 2T                        | 3T                        | F                         | V     | 1T    | 3T    | 2T    | 2T    | F     | 1T    | 3T    | QF    | 2T    | QF    | QF    | 2T    | 2T    | 3T    | 2T    | A     | 1 / 20 | 40–19  |
| US Open, New York                               | US Open, New York                               | 1T                        | A                         | A                         | A                         | 2T                        | 1T                        | F                         | QF                        | 1T    | 2T    | F     | V     | 2T    | QF    | 1T    | 1T    | 1T    | 2T    | F     | QF    | 3T    | 2T    | 1T    | 1T    | A     | 1 / 21 | 37–19  |
| Titoli                                          | Titoli                                          | 0 / 1                     | 0 / 0                     | 0 / 0                     | 0 / 0                     | 0 / 2                     | 0 / 2                     | 1 / 4                     | 1 / 4                     | 1 / 4 | 0 / 4 | 0 / 4 | 1 / 4 | 0 / 4 | 0 / 4 | 0 / 4 | 0 / 4 | 0 / 4 | 0 / 4 | 1 / 4 | 0 / 3 | 0 / 4 | 0 / 3 | 0 / 4 | 0 / 4 | 0 / 0 | 5 / 75 | N/A    |
| Vittorie-Sconfitte                              | Vittorie-Sconfitte                              | 0–1                       | 0–0                       | 0–0                       | 0–0                       | 1–2                       | 1–2                       | 16–2                      | 14–3                      | 12–3  | 8–4   | 12–4  | 9–3   | 5–4   | 13–4  | 6–4   | 9–4   | 6–4   | 9–4   | 14–3  | 8–3   | 7–4   | 3–3   | 4–4   | 2–4   | 0–0   | N/A    | 159–69 |
| Tennis Masters Cup / ATP World Tour Finals      |                                                 |                           |                           |                           |                           |                           |                           |                           |                           |       |       |       |       |       |       |       |       |       |       |       |       |       |       |       |       |       |        |        |
| Masters Grand Prix/ATP Tour World Championships | Masters Grand Prix/ATP Tour World Championships | A                         | A                         | A                         | A                         | A                         | A                         | V                         | RR                        | RR    | A     | RR    | A     | A     | RR    | A     | V     | RR    | RR    | SF    | A     | V     | A     | A     | A     | A     | 3 / 10 | 19–19  |
| Masters Series                                  |                                                 |                           |                           |                           |                           |                           |                           |                           |                           |       |       |       |       |       |       |       |       |       |       |       |       |       |       |       |       |       |        |        |
| Indian Wells                                    | Indian Wells                                    | Non Masters Series Events | Non Masters Series Events | Non Masters Series Events | Non Masters Series Events | Non Masters Series Events | Non Masters Series Events | Non Masters Series Events | Non Masters Series Events | SF    | 2T    | 1T    | 1T    | 2T    | 1T    | 1T    | QF    | 2T    | F     | QF    | 1T    | 1T    | A     | 1T    | A     | A     | 0 / 14 | 9–14   |
| Key Biscayne                                    | Key Biscayne                                    | Non Masters Series Events | Non Masters Series Events | Non Masters Series Events | Non Masters Series Events | Non Masters Series Events | Non Masters Series Events | Non Masters Series Events | Non Masters Series Events | V     | 3T    | 2T    | 2T    | 3T    | 3T    | 3T    | QF    | V     | 3T    | 3T    | QF    | 2T    | 2T    | 1T    | A     | A     | 2 / 15 | 22–13  |
| Monte Carlo                                     | Monte Carlo                                     | Non Masters Series Events | Non Masters Series Events | Non Masters Series Events | Non Masters Series Events | Non Masters Series Events | Non Masters Series Events | Non Masters Series Events | Non Masters Series Events | A     | A     | A     | A     | A     | 1T    | A     | A     | 2T    | 2T    | QF    | A     | 1T    | A     | A     | A     | A     | 0 / 5  | 3–4    |
| Roma                                            | Roma                                            | Non Masters Series Events | Non Masters Series Events | Non Masters Series Events | Non Masters Series Events | Non Masters Series Events | Non Masters Series Events | Non Masters Series Events | Non Masters Series Events | 1T    | A     | 1T    | A     | A     | QF    | A     | SF    | F     | V     | 2T    | A     | QF    | A     | A     | A     | A     | 1 / 8  | 17–7   |
| Amburgo                                         | Amburgo                                         | Non Masters Series Events | Non Masters Series Events | Non Masters Series Events | Non Masters Series Events | Non Masters Series Events | Non Masters Series Events | Non Masters Series Events | Non Masters Series Events | A     | A     | 2T    | A     | A     | 2T    | A     | A     | SF    | SF    | 1T    | A     | 1T    | A     | A     | A     | A     | 0 / 6  | 5–6    |
| Montréal / Toronto                              | Montréal / Toronto                              | Non Masters Series Events | Non Masters Series Events | Non Masters Series Events | Non Masters Series Events | Non Masters Series Events | Non Masters Series Events | Non Masters Series Events | Non Masters Series Events | A     | A     | SF    | 2T    | A     | 1T    | A     | 2T    | F     | SF    | QF    | QF    | 1T    | A     | A     | A     | A     | 0 / 9  | 13–9   |
| Cincinnati                                      | Cincinnati                                      | Non Masters Series Events | Non Masters Series Events | Non Masters Series Events | Non Masters Series Events | Non Masters Series Events | Non Masters Series Events | Non Masters Series Events | Non Masters Series Events | SF    | QF    | 2T    | 2T    | 1T    | 1T    | SF    | 1T    | 2T    | 2T    | F     | 2T    | 1T    | A     | A     | 2T    | A     | 0 / 14 | 15–14  |
| Madrid Stoccarda                                | Madrid Stoccarda                                | Non Masters Series Events | Non Masters Series Events | Non Masters Series Events | Non Masters Series Events | Non Masters Series Events | Non Masters Series Events | Non Masters Series Events | Non Masters Series Events | A     | QF    | QF    | 2T    | A     | 2T    | 1T    | F     | 2T    | 2T    | QF    | A     | QF    | A     | A     | A     | A     | 0 / 10 | 9–10   |
| Parigi                                          | Parigi                                          | Non Masters Series Events | Non Masters Series Events | Non Masters Series Events | Non Masters Series Events | Non Masters Series Events | Non Masters Series Events | Non Masters Series Events | Non Masters Series Events | 2T    | F     | 2T    | 2T    | A     | 2T    | 1T    | F     | 2T    | SF    | 2T    | V     | QF    | A     | A     | A     | A     | 1 / 12 | 16–11  |
| Titoli                                          | Titoli                                          | N/A                       | N/A                       | N/A                       | N/A                       | N/A                       | N/A                       | N/A                       | N/A                       | 1 / 5 | 0 / 5 | 0 / 8 | 0 / 6 | 0 / 3 | 0 / 9 | 0 / 5 | 0 / 7 | 1 / 9 | 1 / 9 | 0 / 9 | 1 / 5 | 0 / 9 | 0 / 1 | 0 / 2 | 0 / 1 | 0 / 0 | 4 / 93 | N/A    |
| Vittorie-Sconfitte                              | Vittorie-Sconfitte                              | N/A                       | N/A                       | N/A                       | N/A                       | N/A                       | N/A                       | N/A                       | N/A                       | 8–4   | 9–5   | 3–8   | 1–6   | 1–3   | 5–9   | 4–5   | 14–7  | 15–7  | 18–8  | 13–9  | 10–4  | 6–9   | 1–1   | 0–2   | 1–1   | 0–0   | N/A    | 109–89 |
| Ranking                                         | Ranking                                         | 791                       | –                         | 616                       | 313                       | 102                       | 45                        | 7                         | 4                         | 5     | 14    | 6     | 15    | 52    | 19    | 20    | 8     | 13    | 15    | 6     | 20    | 36    | 95    | 48    | 77    | 640   | N/A    | N/A    |